# Eternal
Eternal é o décimo quinto álbum da banda de power metal finlandesa Stratovarius, lançado em 11 de setembro de 2015 na Europa e no dia 18 do mesmo mês nos Estados Unidos. O vocalista Timo Kotipelto compôs três faixas e escreveu a maior parte das letras com seu companheiro de Cain's Offering e ex-guitarrista do Sonata Arctica Jani Liimatainen.
Os membros da banda descrevem o álbum como uma mistura de power metal moderno e das antigas, embora esse direcionamento não tenha sido planejado, segundo o tecladista Jens Johansson.

## Antecedentes, gravação e temática das letras
A banda queria começar a trabalhar no álbum ainda em 2014, mas não tinham um número suficiente de boas canções. Após tocarem alguns shows especiais do álbum Visions, eles se surpreenderam com a reposta do público e encontraram uma motivação para voltarem ao estúdio. A capa do álbum já estava pronta um ano antes do lançamento, mas não o título. Após discutirem alguma sugestões dos membros, eles fecharam com a sugestão do baixista Lauri Porra: Eternal - fazendo deste o sétimo álbum da banda com um nome de sete letras.
A faixa de abertura, "My Eternal Dream", é sobre sentir-se diferente das pessoas em volta e seguir seus sonhos independentemente do que os outros digam. Ela recebeu um clipe, que estreou no dia 10 de setembro. "Shine in the Dark" foi lançada como o primeiro single e recebeu um lyric vídeo. Ela foi composta um ano antes do álbum ser lançado e é sobre "uma pessoa que faleceu há muito tempo mas ainda é lembrada com ternura". "Rise Above It" é sobre mentiras contadas pela mídia e como as pessoas deveriam ler notícias com cuidado.
"Lost Without a Trace", a única composição de Lauri, é sobre um homem que busca o amor de sua vida, mas foge toda vez que o encontra, com medo de um comprometimento. "Feeding the Fire" trata de como a humanidade está deixando de tomar atitudes para salvar o planeta Terra para apenas tornar as coisas piores. "In My Line of Work" aborda o problema de ter um trabalho que mantém uma pessoa longe de sua família e amigos.
Jens contribuiu com duas faixas para o álbum, fora as bônus: "Man in the Mirror", sobre um homem que não se reconhece ao se olhar no espelho; e "Fire in Your Eyes", sobre notar o fogo nos olhos da pessoa amada e encontrar forças para seguir adiante.
"Few Are Those" foi originalmente rejeitada pela banda. Contudo, quando Ralf Pilve estava gravando suas partes na bateria, Timo o pediu para gravar uma faixa num andamento em particular, sentindo que ele e Jani poderiam fazer algo em volta dela. Mais tarde, ele recebeu a faixa e construiu a canção com base nela. As letras falam das poucas pessoas que podem "ver com os próprios olhos e sentir com os próprios corações".
A faixa de encerramento, "The Lost Saga", é a mais longa do álbum. No encarte, Timo explica que escrever as letras, que tratam de viquingues e batalhas, foi o "trabalho mais difícil que eu já fiz". Ele passou quatro noites pesquisando referências históricas.

## Faixas
Todas as letras escritas por Timo Kotipelto e Jani Liimatainen, exceto as faixas 7 e 9, por Jens Johansson; e 11, instrumental. 
| N.º            | Título                 | Música                 | Duração |  |
| 1.             | "My Eternal Dream"     | Matias Kupiainen       | 6:04    |  |
| 2.             | "Shine in the Dark"    | Kotipelto, Liimatainen | 5:05    |  |
| 3.             | "Rise Above It"        | Kupiainen              | 4:26    |  |
| 4.             | "Lost Without a Trace" | Lauri Porra            | 5:27    |  |
| 5.             | "Feeding the Fire"     | Kupiainen              | 4:12    |  |
| 6.             | "In My Line of Work"   | Kotipelto, Liimatainen | 4:18    |  |
| 7.             | "Man in the Mirror"    | Johansson              | 4:43    |  |
| 8.             | "Few Are Those"        | Kotipelto, Liimatainen | 4:11    |  |
| 9.             | "Fire in Your Eyes"    | Johansson              | 4:14    |  |
| 10.            | "The Lost Saga"        | Kupiainen              | 11:39   |  |
| Duração total: | Duração total:         | Duração total:         | 54:19   |  |

| Faixas bônus |                  |           |         |  |
| N.º          | Título           | Música    | Duração |  |
| 11.          | "Giants"         | Johansson | 5:28    |  |
| 12.          | "Endless Forest" | Johansson | 2:15    |  |

## Créditos
- Timo Kotipelto – vocais
- Matias Kupiainen – guitarras, produção
- Lauri Porra – baixo
- Jens Johansson – teclados
- Rolf Pilve – bateria

## Paradas
| Parada (2015)                            | Melhor posição |
| ---------------------------------------- | -------------- |
| Bélgica (Ultratop Flandres)              | 78             |
| Bélgica (Ultratop Valônia)               | 45             |
| Finnish Albums (Suomen virallinen lista) | 5              |
| França (SNEP)                            | 61             |
| Japão (Oricon)                           | 23             |